# Régiment d'infanterie territoriale
Les régiments d'infanterie territoriale, ou RIT, étaient des unités militaires composées essentiellement d'hommes âgés de 34 à 49 ans, considérés comme trop âgés et plus assez entraînés pour intégrer un régiment d’active ou de réserve. Ils sont créés en 1875. Mobilisés en août 1914 au début de la Première Guerre mondiale, les régiments d'infanterie territoriaux sont en général regroupés dans les divisions d'infanterie territoriales qui font partie de l'armée territoriale.
Les territoriaux (surnommés parfois familièrement « pépères »), initialement chargés de différents services de gardes, ont joué un grand rôle pendant la « Grande Guerre », notamment sur le front même.
Le 1er août 1918, tous les régiments territoriaux existants sont officiellement dissous et les hommes dispersés parmi les régiments d’active et de réserve[Information douteuse][réf. nécessaire].

## Création
L'armée territoriale est créée par la loi du 27 juillet 1872 qui met en place les principes de la réserve. Les obligations militaires des citoyens français sont alors, dans les grandes lignes, fixées comme suit :
- un service national dans l'armée d'active qui dure cinq ans, sauf cas particuliers ;
- quatre ans dans la réserve de l'armée d'active ;
- cinq ans dans l'armée territoriale ;
- six ans dans la réserve de l'armée territoriale[3].

Il est parfois considéré que la garde nationale mobile, dissoute en 1871, est l'ancêtre de l'armée territoriale de 1872. Mais cela est discutable, dans la mesure où la garde nationale mobile était essentiellement composée de jeunes gens de 20 à 25 ans sans grande formation militaire, tandis que l'armée territoriale est au contraire composée d'hommes d'âge mûr mais expérimentés.
Les numéros des régiments d'infanterie territoriale sont fixés par le ministre de la Guerre le 19 mars 1875.

## Première Guerre mondiale

### Préambule
Entre 1914 et 1918, huit millions d’hommes entre 18 et 45 ans sont mobilisés soit 20 % de la population.
Selon son âge, chaque homme doit s’acquitter de ses obligations militaires, passant par trois armées réglementaires différentes : 
- l’armée d’active, organisée dès le temps de paix sous la forme des régiments d’active numérotés de 1 à 176, la majorité de l'effectif est composé des hommes faisant leur service militaire (âgés de 21 à 23 ans c’est-à-dire en 1914 ceux nés en 1891, 1892, 1893 et au-delà ; la durée du service est de trois ans) et des militaires professionnels, renforcée à la mobilisation par les plus jeunes réservistes ;
- l’armée de réserve, organisée lors des premiers jours de la mobilisation sous la forme des régiments de réserve numérotés de 201 à 421, elle est essentiellement composée de réservistes (âgés de 24 à 33 ans, c’est-à-dire en 1914 ceux nés entre 1881 et 1890 ; la durée est de onze ans) renforcés par des cadres de l'active ;.
- l'armée territoriale, organisée pendant la mobilisation sous la forme des régiments de la territoriale qui ont leur propre numérotation, elle est composée des hommes âgés de 34 à 39 ans (c’est-à-dire, en 1914, ceux nés entre 1875 et 1880 ; la durée est de sept ans) ;
- la réserve de l'armée territoriale (RAT), composée des hommes âgés de 40 à 45 ans (c’est-à-dire, en 1914, ceux nés entre 1869 et 1874 ; la durée est de sept ans).

Rapidement la réserve de l’armée territoriale incorpore les hommes âgés de 46 à 49 ans, c’est-à-dire en 1914 ceux nés entre 1868 et 1865.

### Historique

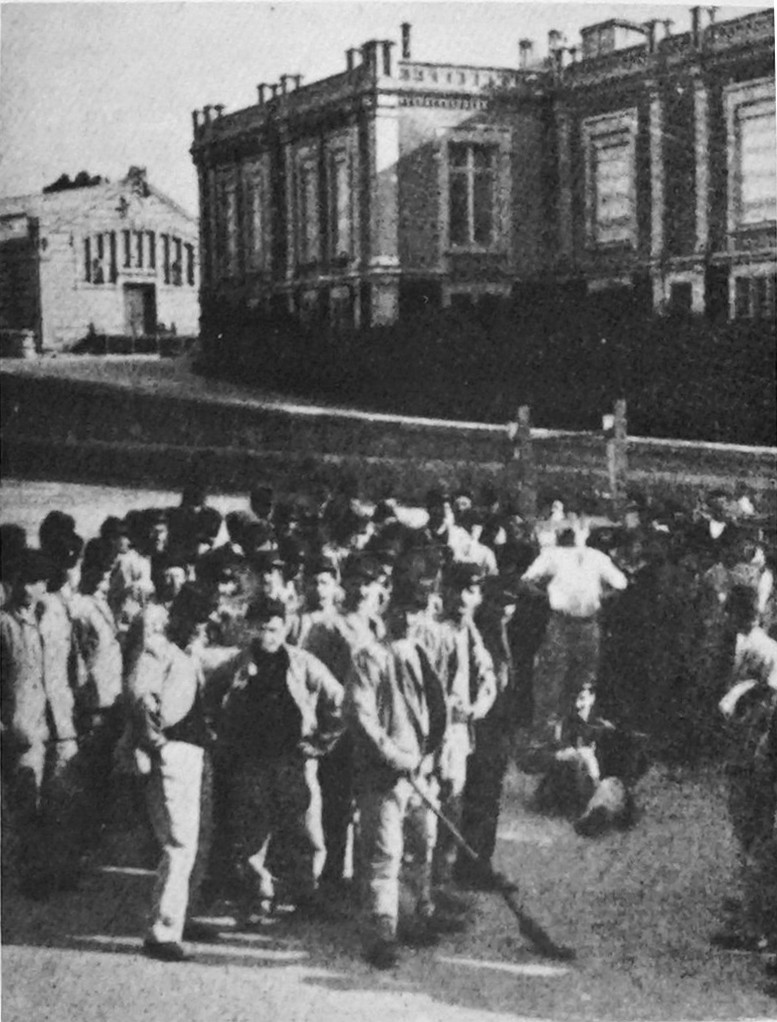
Regroupement à Reims en 1914.
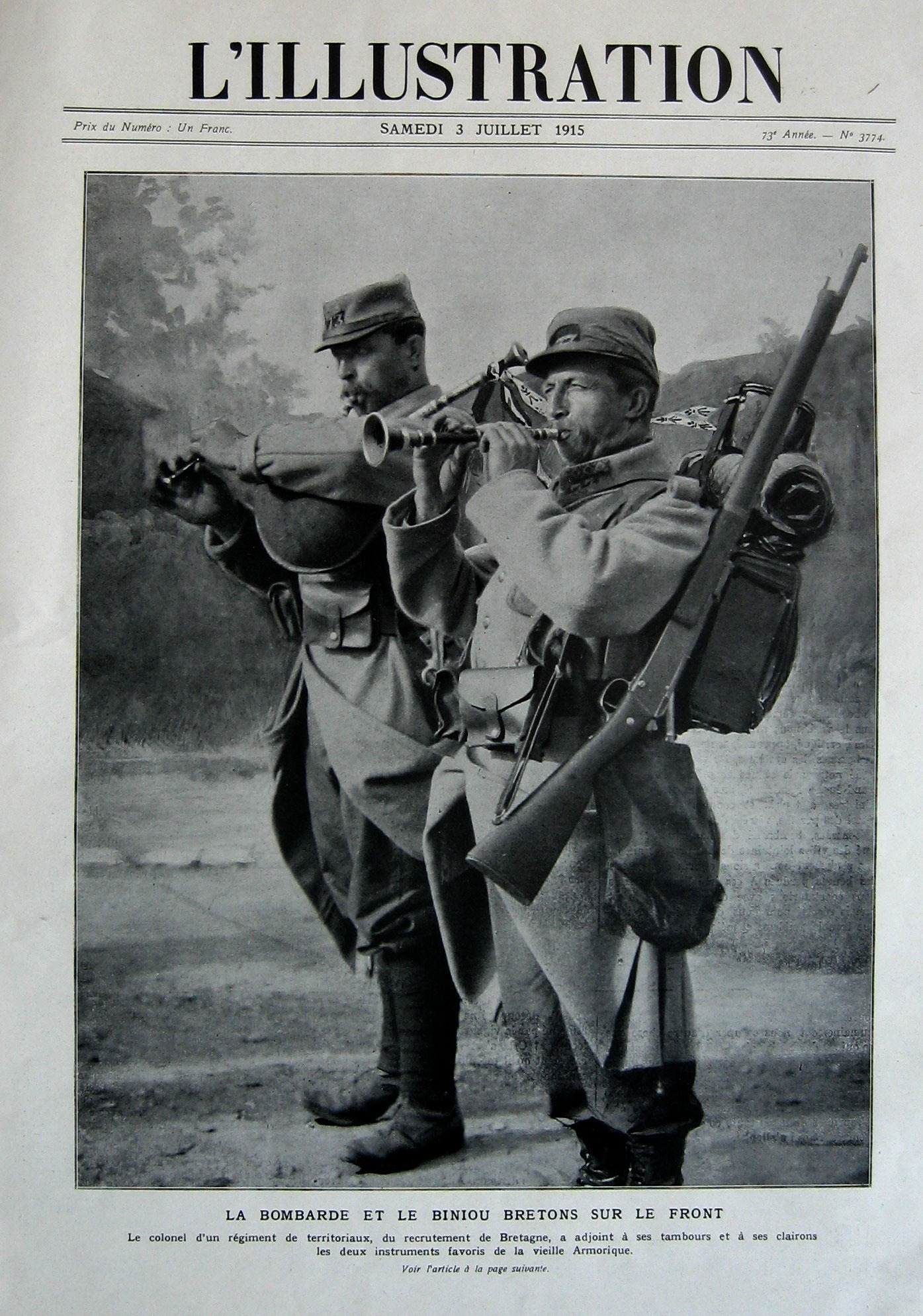
En juillet 1915.
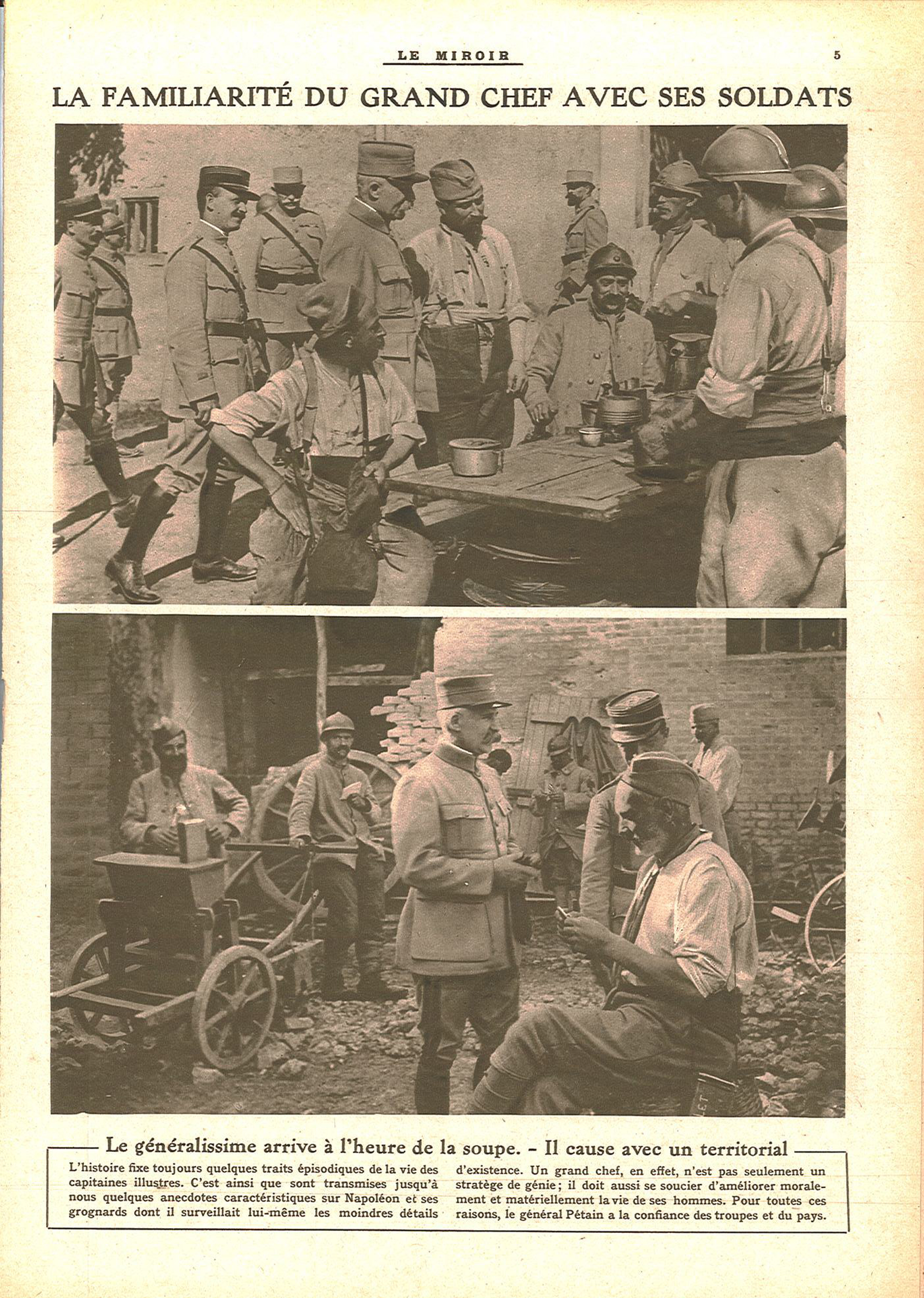
Le général Pétain discutant avec des territoriaux en 1917.

Le 1er août 1914 vers 16 h, la France décrète la mobilisation générale. Dans chaque subdivision de région militaire, un régiment territorial d’infanterie est constitué, avec un nombre variable de bataillons et deux sections de mitrailleuses. Par ailleurs les réformés et exemptés des classes 1887 à 1914 ont l’obligation de se faire recenser en mairie dès septembre et octobre 1914 afin de passer à nouveau devant le conseil de révision. Au total 145 régiments territoriaux d’infanterie sont mis sur pied en France au début des hostilités. Vu leur âge et leurs fonctions tranquilles (garde-voie, garnison d'étape, etc.), ils étaient appelés familièrement les « pépères ».
Treize divisions d'infanterie territoriales sont constituées jusqu'au 19 août. Commandées par le général Brugère, neuf de ces divisions sont destinées à manœuvrer, d'où leur appellation de « divisions territoriales de campagne » : 
- la 91e division à Draguignan au sein de l'armée des Alpes, en cas de menace italienne ;
- les 83e, 85e, 86e et 89e divisions, sont affectées comme garnison au camp retranché de Paris, avec de faibles moyens de transport, d'où leur nom de « divisions territoriales de place » ;
- les 84e et 88e divisions sont affectées au camp retranché de Paris, pour servir à la défense mobile ;
- les 81e et 82e divisions à Hazebrouck et Arras, en cas de débarquement naval allemand ;
- la 87e division concentrée près de Cherbourg, en protection côtière ;
- les 90e et 92e divisions placées à Perpignan et Bayonne pour surveiller la frontière espagnole.

Comme les neutralités italienne et espagnole sont confirmées dès le début d'août et que l'entrée en guerre britannique sécurise les côtes, les divisions de campagne sont réaffectées au profit du Nord-Est, sauf la 90e qui est envoyée en Afrique du Nord à partir du 12 août.
L’armée territoriale et sa réserve se composent d’hommes ayant accompli le temps de service dans l’active et la réserve, âgés d’au moins 37 ans, plus encore après la Loi Louis Barthou de 1913, et ne doivent pas être engagés en première ligne. Elles seront toutefois en première ligne durant la guerre de mouvement comme à Maubeuge, sur le front de la Somme entre Amiens et Béthune sous le commandement du général Joseph Brugère... Après avoir joué un rôle peu efficace, les groupes de divisions territoriales mises en première ligne sont dissous en octobre 1914, la guerre se stabilisant dans les tranchées. Par contre, afin de compenser de fortes pertes, des soldats de la territoriale sont envoyés au front en incorporant des régiments d'active, essentiellement fin 1914 - début 1915.

### Les autres armes
La territoriale n’est pas exclusivement composée d’infanterie. Il existe d’autres formations moins bien connues :
- la cavalerie :
  - escadrons territoriaux de cavalerie légère ;
  - escadrons territoriaux de dragons ;
- l'artillerie :
  - groupes territoriaux d’artillerie à pied ;
  - groupes territoriaux d’artillerie de campagne ;
  - groupes territoriaux d’artillerie de montagne ;
- le génie :
  - bataillons territoriaux du génie ;
- le train :
  - escadrons territoriaux du train des équipages militaires ;
- les sections territoriales de commis et ouvriers militaires d’administration ;
- les sections territoriales d’infirmiers militaires.

### Fonctions des territoriaux

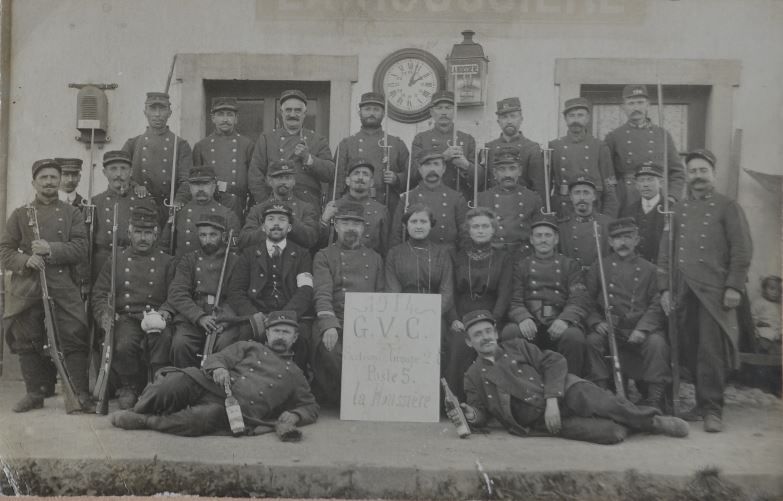
Groupe GVC de 1914, en gare de La Houssière, sur la ligne d'Arches à Saint-Dié.

Les régiments d’infanterie territoriaux ne devaient pas coopérer aux opérations en rase campagne ; le plan de mobilisation ne le prévoyait pas, et ces régiments n’étaient pas outillés pour prêter leur appui aux régiments actifs. Toutefois les RIT des régions du Nord et de l’Est se trouvèrent engagés d’emblée dans la bataille pour défendre leurs villes et villages. De plus, dès la fin août 1914, les plus jeunes classes des territoriaux furent intégrées dans des régiments d'infanterie d’active et de réserve pour compenser les pertes.
Les régiments territoriaux sont initialement prévus pour assurer un service de garde et de police dans les gares, les villes, les frontières, sur les voies de communication  (GVC), à l’occupation et à la défense des forts, des places fortes, des ponts et autres lieux sensibles. C'est ainsi que dans le cadre de leurs fonctions, les soldats territoriaux des GVC furent par exemple, mi-septembre 1914, avec la gendarmerie, les protagonistes des combats de la Rougemare et des Flamants lors de la course à la mer.
Ces territoriaux se trouvèrent par suite des circonstances engagés dans la bataille ou avec une participation indirecte dans les combats.
Ils effectuent de la même manière divers travaux de terrassement, de fortification, de défense, entretien des routes et voies ferrées, creusement et réfection de tranchées et boyaux. Ils forment, avec les gendarmes, chasseurs forestiers, etc., des détachements chargés de suivre l’armée en marche pour explorer et nettoyer le champ de bataille. Il récupèrent ainsi un important matériel composé d’effets en tout genre, notamment des armes, arrêtent et escortent des soldats allemands isolés ou blessés, ramassent, identifient et ensevelissent des cadavres, construisent et gardent des camps de prisonniers. Ils saisissent également du bétail égaré. Ils sont également chargés de missions de ravitaillement et autres missions de soutien aux troupes de première ligne, sous les bombardements et les gaz. Un nombre important de territoriaux perdent la vie dans ces actions méconnues et difficiles mais indispensables.
Au fil des mois, alors même que la distinction dans l’emploi entre les régiments d’active et les régiments de réserve s’estompe, la spécificité de la territoriale cède la place à une utilisation commune à toutes les formations. De fait, les régiments territoriaux sont engagés en première ligne. Tout d’abord, les territoriaux ont pour mission la garde dans les tranchées de première ligne dans des secteurs dits « calmes », le mitraillages des lignes allemandes par tirs indirects, l’occupation des tranchées de départ, en soutien des divisions d’attaque. Puis ils peuvent être engagés en première ligne, 'mélangés' aux troupes d'active.
Le 1er août 1918, la plupart des régiments territoriaux existants sont officiellement dissous et leurs différents bataillons forment des bataillons de Pionniers isolés et affectés directement à des divisions d'infanterie ou des corps d'armée. Ces bataillons de Pionniers ne seront plus des unités dites combattantes.

## Uniforme
Officiellement, dès 1875, le soldat d'infanterie territorial porte le même uniforme que celui d'infanterie, à l'exception des numéros sur le col et le képis qui sont blancs.
On peut également noter le port non réglementaire de la "ceinture de flanelle" par de nombreux territoriaux, afin de protéger les reins du froid.

## Autres appellations
- Régiment d'infanterie territoriale (RIT)
- Régiment territorial d'infanterie (RTI)
- Régiment territorial (RT)
- Infanterie territoriale (IT)
- La territoriale
- Les territoriaux
- Les pépères
- Les terribles-taureaux

## Sources et références
- 14-18, n° 29
- Victor Belhomme, Histoire de l'infanterie en France, t. 5, Henri Charles-Lavauzelle, 1902 (lire en ligne).

1. ↑  http://archives.valdoise.fr/documents-du-mois/document-les-peperes-a-valmondois-10/n:21 Les « Pépères » à Valmondois sur archives.valdoise.fr]
2. ↑  La loi du 27 juillet 1872 : le texte fondateur
3. ↑  Xavier Boniface, « La réforme de l’armée française après 1871, Inflexions 2012/3 (N°21) » (consulté le 21 décembre 2021)
4. ↑  Belhomme 1902, p. 624.
5. ↑  L’Histoire No 207
6. ↑  v:Recherche:Mobilisation de 1914.
7. ↑  Belhomme 1902, p. 617.
8. ↑  (en) André Jouineau, Officers and Soldiers of the French Army in 1918. From 1915 to victory, histoire et collections, 67 p., p. 19